# Вецпилсская волость
Ве́цпилсская во́лость (латыш. Vecpils pagasts) — одна из территориальных единиц Южно-Курземского края Латвии, в историко-культурной области Курземе. Находится в центре края. Граничит с Айзпутской, Калвенской, Бункской, Дурбской и Дуналкской волостями своего края. Волостной центр — село Вецпилс.

## История
В 1945 году в Вецпилсской волости были основаны Вецпилсский и Строкский сельсоветы. В 1949 году волостное деление было отменено. В 1954 году к Вецпилсскому сельсовету был присоединён Строкский сельсовет, в 1958 году часть Айзпутского сельсовета, но часть Вецпилсского сельсовета была передана Айзпутскому сельсовету, а в 1968 году часть Вецпилсского сельсовета была передана Калвенскому сельсовету. В 1990 году Вецпилсская волость была восстановлена.
В 2009 году, в результате латвийской административно-территориальной реформы, Вецпилсская волость вошла в состав вновь образованного Дурбского края. В ходе административно-территориальной реформы Латвии 2021 года, Дурбский край был упразднён, Вецпилсская волость вошла в состав укрупнённого Южно-Курземского края.

## География
Вецпилсская волость расположена в восточной части Бандавского всхолмления Западной Курземской возвышенности. Самое высокое место (>105 м над уровнем моря) находится в юго-восточной части волости.
Северную часть территории волости пересекает Ланьупское ответвление древней долины Дурбес-Вартая. Ланьупе относится к бассейну реки Саки. В южной части волости протекает река Плугупите, которая относится к бассейну Барты. В низинах между холмами волости имеется множество небольших прудов и болот. В северо-восточной и юго-восточной частях волости имеются лесные массивы.

## Население
В 1935 году в Вецпилсской волости проживало 1812 человек, из них латышей — 95,0 %, немцев — 1,4 %, русских — 0,8 %.
В 2000 году в Вецпилсской волости проживало 614 человек, из них 50,3 % мужчин, 49,7 % женщин. По национальному составу: латышей — 91,2 %, литовцев — 6,0 %, русских — 1,2 %, поляков — 1,0 %, украинцев — 0,5 %. В Вецпилсе проживало 214 человек.
По состоянию на 1 января 2022 года население волости составляло 427 человек.

## Экономика
Во время аграрной реформы 1920 года мызская земля Вецпилсской волости была разделена на небольшие крестьянские хозяйства. В 1935 году в Вецпилсской волости насчитывалось 319 крестьянских хозяйств, работали водяная и ветряная мельницы, маслозавод, 6 продуктовых магазинов, печи для обжига извести и кирпича. 
В советское время в 1948 году были созданы колхозы «Аусеклис», «Илмая», «Jaunā gvarde» (рус. Молодая гвардия), «Sarkanā zvaigzne» (рус. Красная звезда), колхоз имени И. Судмалиса, в 1949 году  — колхозы «Spēks» (рус. Сила), «Taisnais ceļš» (рус. Прямой путь), «Zieds» (рус. Цветок). В 1957 году к «Илмае» и «Jaunā gvarde» присоединили колхоз имени И. Судмалиса, в 1964 году остальные колхозы были присоединены к «Zieds», который в 1992 году был преобразован в паевое общество, ликвидированное в 1993 году. Работали маслозавод, механические мастерские, лесозаготовительный участок, рыбопитомники.
По состоянию на 2000 год в волости было 202 крестьянских хозяйства и 83 приусадебных хозяйства. Работали 2 лесохозяйственных предприятия, 2 магазина, молочная и свиноферма, разрабатывался глиняный карьер.

### Транспорт
Вецпилсскую волость пересекает железнодорожная линия Елгава — Лиепая (станция Илмая). Через волость проходят государственная автомобильная дорога высшей категории A9 Рига — Лиепая и местные автодороги V1195 Цирава — Вецпилс — Дижилмая, V1196 Строки — Вецпилс, V1197 Айзпуте — Мазилмая, V1198 Мазилмая — Приекуле, V1203 Вецпилс — Падоне и V1201 Айстере — Рава — Авоти.

## Образование и культура
Домашнее обучение детей в Вецпилсской волости началось в 1-й половине XIX века19 веке. на 1-й стороне. Первая школа была открыта в Маздупльской полумызе. В 1901 году началось строительство новой школы на границе Равской волости. После обретения независимости Латвии она была преобразована в 6-классную начальную школу и в 1924 году перенесена в Дижланский замок. В годы первой Латвийской республики в волости также действовали Строкская и Илмайская 4-классные начальные школы, имелся Народный дом и библиотека. Илмайская школа была закрыта в 1948 году, Строкская в 1967 году. В советское время культурные мероприятия проходили в школьном зале. После закрытия в 1993 году детского сада, его здание стало использоваться как Народный дом.
По состоянию на 2024 год в Вецпилсе работал любительский театр «Vai, mīļā!» и фольклорный коллектив «Dižlāņu īve».